# Merzoug Fellah
Merzoug Fellah (dit Abderzak Fellah), né le 6 février 1941, est un homme politique algérien. Membre du Front de libération nationale, il est député de la troisième circonscription électorale de la wilaya de Batna au cours de la troisième législature (1987-1992).